# Weyl-Gleichung
Die Weyl-Gleichung der Teilchenphysik, benannt nach Hermann Weyl, ist die Diracgleichung für masselose Teilchen mit Spin 1/2. Genaugenommen handelt es sich um zwei jeweils zweidimensionale Gleichungen.
Die Weyl-Gleichung wird bei der Beschreibung der schwachen Wechselwirkung verwendet. Entsprechend heißen Fermionen, die diese Gleichung erfüllen, Weyl-Fermionen.
Weyl-Fermionen wurden erstmals 2015, 86 Jahre nachdem Hermann Weyl sie vorhergesagt hatte, experimentell nachgewiesen.

## Formulierung
{\displaystyle {\begin{aligned}\mathrm {i} \sigma ^{\mu }\partial _{\mu }\Psi _{R}&=0\\\mathrm {i} {\bar {\sigma }}^{\mu }\partial _{\mu }\Psi _{L}&=0\end{aligned}}}
mit
- der imaginären Einheit {\displaystyle i}
- {\displaystyle \sigma ^{\mu }={\begin{pmatrix}\sigma ^{0}&+{\vec {\sigma }}\end{pmatrix}}}
- {\displaystyle {\bar {\sigma }}^{\mu }={\begin{pmatrix}\sigma ^{0}&-{\vec {\sigma }}\end{pmatrix}}}
  - der zweidimensionalen Einheitsmatrix {\displaystyle \sigma ^{0}}
  - den drei zweidimensionalen Pauli-Matrizen {\displaystyle {\vec {\sigma }}}.

Bei physikalischen Experimenten, an denen die schwache Wechselwirkung beteiligt ist, kann man Neutrinos oft in sehr guter Näherung als Weyl-Fermionen beschreiben, d. h. als masselos. Da Neutrinos bei diesen Experimenten nur als linkshändige Teilchen mit negativer Helizität beobachtet werden, beschreibt in diesem Fall
- {\displaystyle \Psi _{L}} das linkshändige Neutrino
- {\displaystyle \Psi _{R}} das rechtshändige Antineutrino.

## Herleitung
Die Darstellung der Lorentzgruppe auf Dirac-Spinoren ist reduzibel. In einer geeigneten Darstellung der Dirac-Matrizen, der Weyl-Darstellung, transformieren die ersten beiden und die letzten beiden Komponenten der 4er-Spinoren getrennt, weshalb sie auch als Bispinoren bezeichnet werden:
{\displaystyle \Psi ={\begin{pmatrix}\Psi _{L}\\\Psi _{R}\end{pmatrix}}}
Die 2er-Spinoren {\displaystyle \Psi _{L}} und {\displaystyle \Psi _{R}} sind die links- und rechtshändigen Weyl-Spinoren. Sie sind die Eigenzustände des Chiralitätsoperators {\displaystyle \gamma ^{5}}, wenn man ihn in der Weyl-Darstellung schreibt:
{\displaystyle {\begin{aligned}\gamma ^{5}{\begin{pmatrix}\Psi _{L}\\0\end{pmatrix}}&=-{\begin{pmatrix}\Psi _{L}\\0\end{pmatrix}}\\\gamma ^{5}{\begin{pmatrix}0\\\Psi _{R}\end{pmatrix}}&=+{\begin{pmatrix}0\\\Psi _{R}\end{pmatrix}}\end{aligned}}}.
Sie werden in der Diracgleichung für ein freies Spin-1/2-Teilchen durch die Masse {\displaystyle m} gekoppelt:
{\displaystyle \left(\mathrm {i} \gamma ^{\mu }\partial _{\mu }-m\right)\Psi ={\begin{pmatrix}-m&\mathrm {i} \sigma ^{\mu }\partial _{\mu }\\\mathrm {i} {\bar {\sigma }}^{\mu }\partial _{\mu }&-m\end{pmatrix}}{\begin{pmatrix}\Psi _{L}\\\Psi _{R}\end{pmatrix}}=0}.
Verschwindet die Masse ({\displaystyle m=0}), so entkoppelt die vierdimensionale Dirac-Gleichung in die beiden unter „Formulierung“ genannten Gleichungen für den links- und den rechtshändigen Spinor.

## Chirale Kopplung
Bei der Beschreibung der elektroschwachen Wechselwirkung werden links- und rechtshändige Spinoren unterschiedlich, aber Lorentz-kovariant an Vektorfelder gekoppelt. Diese spezielle Art der Kopplung wird auch als chirale Kopplung bezeichnet. Sie entsteht, indem die Ableitungen nach den Koordinaten durch die folgende kovariante Ableitung ersetzt werden:
{\displaystyle D_{\mu }=\partial _{\mu }-\mathrm {i} gT_{a}W_{\mu }^{a}}
Dabei bezeichnen
- {\displaystyle g} die Kopplungskonstante,
- {\displaystyle T_{a}} die Generatoren der Lie-Algebra der Eichgruppe und
- {\displaystyle W_{\mu }^{a}} die Komponenten der Eichfelder.

Die Eichgruppe kann für links- und rechtshändige Teilchen verschieden gewählt werden, ohne dass die Lorenz-Kovarianz dadurch beeinträchtigt wird.